# Вальо Базиликата
Ва̀льо Базилика̀та (на италиански: Vaglio Basilicata) е малко градче и община в Южна Италия, провинция Потенца, регион Базиликата. Разположено е на 935 m надморска височина. Населението на общината е 2128 души (към 2010 г.).